# Arctoconopa australis
Arctoconopa australis là một loài ruồi trong họ Limoniidae. Chúng phân bố ở miền Cổ bắc.